# Apsû (gruppo musicale)
Gli Apsû sono una band black metal originaria di Plano, Texas, formata nel 1991. Precedentemente nota come Absu.

## Storia
Gli Absu si formarono nel 1991 grazie a Equitant Ifernain e Shaftiel che ingaggiarono nel loro gruppo Proscriptor McGovern, Daviel Athron Mysticia e Black Massith.
Nel 1993 la Gothic Records pubblicò il primo album in studio dal titolo Barathrum: V.I.T.R.I.O.L.. Nello stesso anno Daviel Athron Mysticia e Black Massith lasciarono il gruppo, diventato trio (con il supporto di Mezzadurus nelle esibizioni dal vivo). Successivamente il disco venne ristampato dall'etichetta francese Osmose Productions, che nel 1995 rilasciò anche il seguente The Sun of Tiphareth.
Dopo gli album considerati di transizione, The Third Storm of Cythraul (1997) e Tara (2001) (quest'ultimo con il nuovo secondo chitarrista, Kashshapxu), Proscriptor si infortunò seriamente ad una mano e la band si fermò per un anno intero aspettando il suo ritorno. La pausa però si rivelò molto più lunga del previsto. Tutti i membri abbandonarono il gruppo nel 2002, lasciando di fatto Proscriptor come unico componente degli Absu. Egli stesso fermò le attività, con l'unica eccezione della pubblicazione nel 2005 della raccolta denominata Mythological Occult Metal: 1991-2001.
Nel 2007 gli Absu riprendono forma arruolando Aethyris e Zawicizuz come chitarristi, bassisti e tastieristi. Con questa formazione si registra l'eponimo album Absu nel 2008, che verrà pubblicato l'anno successivo dalla Candlelight Records. nel frattempo entra nel gruppo Ezezu, coprendo il ruolo di bassista in pianta stabile. Tra il 2009 e il 2010 avvengono nuovi cambi: Zawicizuz lascia il gruppo e dopo poco viene seguito da Aethyris (che entra nei norvegesi Pantheon I). I due vengono sostituiti dal solo Vis Crom, già nella band dal 2009 come chitarrista turnista. A vent'anni dalla fondazione viene pubblicato il sesto album in studio, intitolato Abzu.
Con questi componenti (Proscriptor/Ezezu/Vis Crom) la band rilascerà altri 2 singoli e porterà avanti diversi tour fino al 2018, quando Vis Crom abbandona il gruppo. Il 27 gennaio 2020 Proscriptor McGovern comunica lo scioglimento per "circostanze insolubili", non dando particolari motivazioni.. Sei mesi dopo, lo stesso, ne annuncia la rinascita con un nuovo nome: quello che doveva essere il titolo dell'ultimo album della precedente avventura musicale, Apsû..

## Formazione

### Formazione attuale
- Russley Randel Givens (Proscriptor McGovern) - voce, batteria (1992-2002, 2007-presente)
- Daniel Gonzalez (Vaggreaz) - chitarra (2020-presente)

### Ex componenti
- Danny Benbow - batteria (1991-1992)
- Gary Lindholm - chitarra (1991-1992)
- Raymond Dillard Heflin (Equitant Ifernain) - chitarra, basso (1991-2002)
- Mike Kelly (Shaftiel) - chitarra, voce (1991-2002)
- Dave Ward (Daviel Athron Mysticia) - chitarra (1992-1993)
- Brian Artwick (Black Massith) - tastiere e sintetizzatori (1992-1993)
- Shandy McKay (Aethyris MacKay) - chitarra, basso, sintetizzatore (2007-2010)
- Geoffrey Sawicky (Zawicizuz) - chitarra, basso, tastiere (2007-2009)
- Micah Rowe (Vastator Terrarum) -  chitarra, seconda voce (2007)
- Melissa Moore (Vis Crom) - chitarra (2010-2018)
- Paul Williamson (Ezezu) - basso (2008-2021)

### Turnisti
- Chris Gamble (Mezzadurus) - basso, voce (1995-2002)
- Rad Davis (Kashshapxu) - chitarra (2001-2002)
- Melissa Moore (Vis Crom) - chitarra (2009-2010)
- Gregory D. Czapla (Gunslut) - batteria (2013-2017)

## Discografia

### Demo
- 1991 - Return of the Ancients
- 1991 - The Temples of Offal
- 1993 - Promo Tape 1993

### Album in studio
- 1993 - Barathrum: V.I.T.R.I.O.L.
- 1995 - The Sun of Tiphareth
- 1997 - The Third Storm of Cythraul
- 2001 - Tara
- 2008 - Absu
- 2011 - Abzu

### EP
- 1992 - The Temples of Offal
- 1995 - ...And Shineth Unto the Cold Cometh...
- 1998 - In the Eyes of Ioldánach
- 2007 - L'Attaque Du Tyran: Toulouse, Le 28 Avril 1997 (EP dal vivo)

### Singoli
- 2011 - Abraxas Connexus
- 2012 - Hall of the Masters
- 2015 - Telepaths Within Nin-Edin
- 2018 - Hexagrammum Vestibulum

### Split
- 2007 - Demonical / Absu (con i Demonical)
- 2008 - Speed n' Spikes Vol. II (con i Rumpelstiltskin Grinder)
- 2011 - Tour 2011 Flexi (con i Infernal Stronghold)

### Raccolte e Box-set
- 1992 - Infinite and Profane Thrones
- 2005 - Mythological Occult Metal: 1991-2001
- 2009 - Tara + In the Eyes of Ioldànach
- 2014 - Origin: War and Magick
- 2016 - Mythological Occult Demo
- 2018 - Zi Dingir Anna Kanpa: The Osmose Years (box-set)

## Videografia

### DVD
- 2000 - In the Visions of Ioldánach